# Nekielka
Nekielka – wieś w Polsce położona w województwie wielkopolskim, w powiecie wrzesińskim, w gminie Nekla.
W latach 1975–1998 miejscowość administracyjnie należała do województwa poznańskiego.
Miejscowość powstała w połowie XVIII w. jako osada olęderska w wyniku osiedlenia się tutaj holenderskich mennonitów (przywilej osadniczy z 22 października 1749 - założycielem był Franciszek Odrowąż Wilkoński).
We wsi znajduje się nieczynny kościół poewangelicki, służący obecnie jako okazjonalna sala koncertowa. Na terenie wsi występują także liczne stawy.
Na terenie wsi liczne pola były dzielone na parcele w celu sprzedaży wyżej wymienionych. Teraz jednakże odchodzi się od tego ze względu na nierentowność takiego procederu.
Przez miejscowość przebiega Szlak Osadnictwa Olęderskiego w Gminie Nekla.
We wrześniu 2013 we wsi zbudowano sieć światłowodową, która umożliwia świadczenie usług telewizji kablowej, telefonii stacjonarnej oraz dostępu do internetu.